# 1849 aux États-Unis
Pour des articles plus généraux, voir Chronologie des États-Unis et 1849.
Chronologie des États-Unis
- 1845
- 1846
- 1847
- 1848
- 1849
- 1850
- 1851
- 1852
- 1853

Cette page concerne des événements d'actualité qui se sont produits durant l'année 1849 du calendrier grégorien aux États-Unis.

## Gouvernement
- Président : James Knox Polk Démocrate puis Zachary Taylor (Whig) à partir du 4 mars
- Vice-président : George Mifflin Dallas Démocrate puis Millard Fillmore Whig) à partir du 4 mars
- Secrétaire d'État : James Buchanan Démocrate jusqu'au 7 mars puis John Middleton Clayton (Whig) à partir du 8 mars
- Chambre des représentants - Président : Robert Charles Winthrop (Whig) jusqu'au 4 mars puis Howell Cobb Démocrate à partir du 22 décembre

## Événements
- 19 janvier : le socialiste français Étienne Cabet arrive à la Nouvelle-Orléans. Le 15 mars, avec 280 de ses adeptes, il fonde à Nauvoo dans l’Illinois une communauté inspirée de son roman utopique, Voyage en Icarie[1]. Mais la colonie ne comptera jamais plus de 1 800 membres et toutes les idées de Cabet n’y seront pas mises en pratique. En 1856, des dissensions au sein de la communauté l’obligeront à partir. Avec 180 fidèles, il ira fonder un nouvel établissement à Saint Louis dans le Missouri, mais cette communauté connaîtra des problèmes analogues. Le mouvement fondé par Cabet continuera d’exister aux États-Unis jusqu’en 1895.
- 28 février : ouverture d’une ligne régulière de bateaux à vapeur entre la Côte Est des États-Unis et la Californie par le cap Horn[2].

- 3 mars :

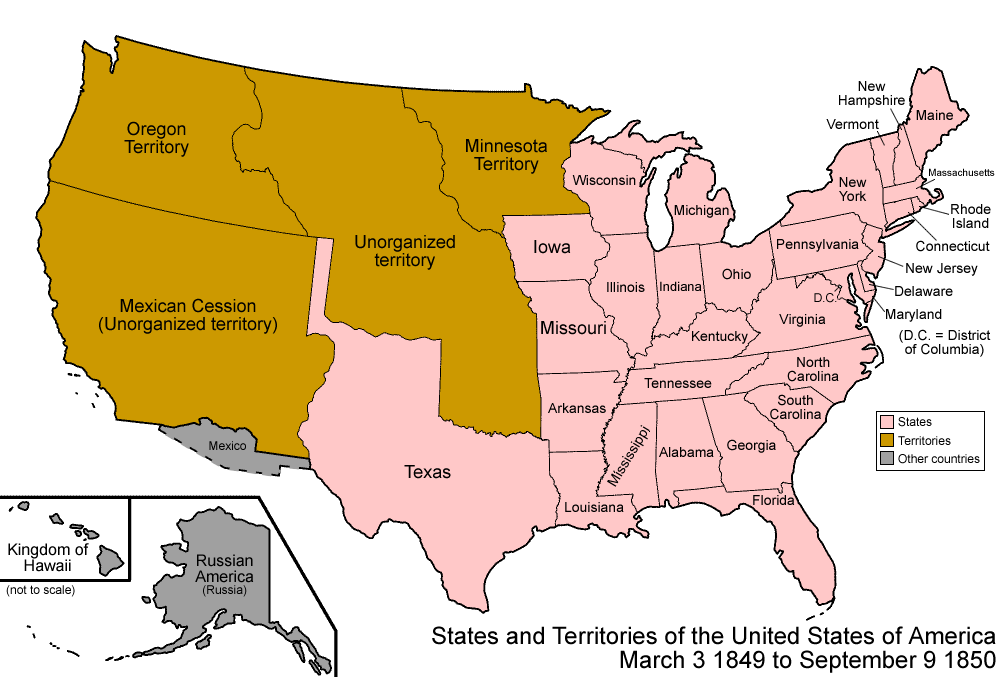
3 mars 1849 - 9 septembre 1850

  - Le Territoire du Minnesota est organisé ; il est formé de l'actuel Minnesota et de l'est du Dakota du Nord et du Dakota du Sud[3].
  - Création du Département de l'Intérieur des États-Unis.
  - Le Bureau du recensement des États-Unis, le Bureau des affaires indiennes,le United States Patent and Trademark Office, et le General Land Office sont incorporés au Département de l'Intérieur des États-Unis.
  - Une loi sur la monnaie, le Coinage Act of 1849, permet la création de deux nouvelles pièces : le Dollar en or et le Double Eagle d'une valeur de 20 $.
  - Fondation de la Pacific Railroad, prédécesseur de la Missouri Pacific Railroad, l'une des premières sociétés américaines de chemin de fer à s'installer à l'ouest du fleuve Mississippi.
- 5 mars : cérémonie d'investiture à Washington D.C. du douzième président des États-Unis, Zachary Taylor.
- 10 mars : l’Assemblée de l’État du Missouri décide de se prévaloir de la « souveraineté populaire » pour le maintien de l’esclavage plutôt que de se conformer aux décisions du Congrès d’interdire l’esclavage en dessous de la ligne Mason-Dixon[4].
- 12 mars : fondation de la Missouri Pacific Railroad, l'une des premières sociétés américaines de chemin de fer à s'installer à l'ouest du fleuve Mississippi[5].

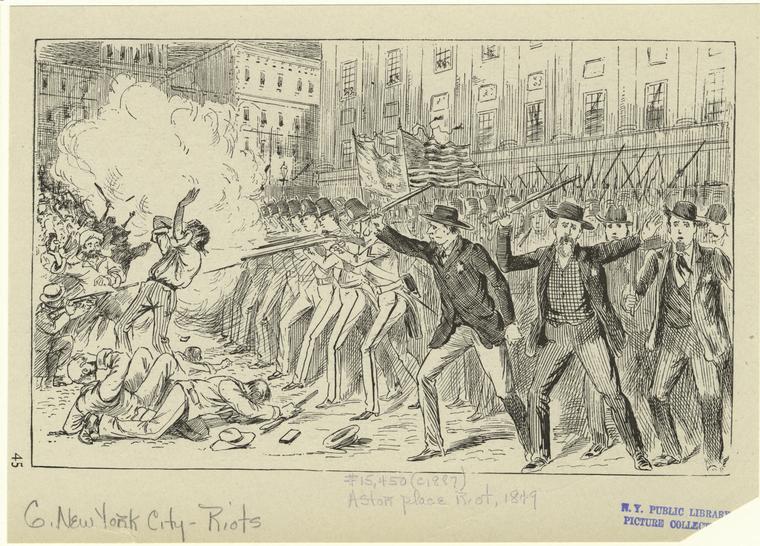
10 mai : Astor Place Riot

- 3 mai : inondation à  La Nouvelle-Orléans où une digue casse le long du Mississippi. (Voir : Sauvé's Crevasse (en)).
- 10 mai : une foule composée majoritairement d’Irlandais dévaste l’Astor Place Opera House à New York. La milice intervient et 200 personnes sont tuées ou blessées[6].
- 17 mai : incendie à Saint-Louis où un bateau à vapeur prend feu et brûle presque toute la ville.
- 6 juin : fondation de Fort Worth au Texas.
- 1er septembre : Ouverture du premier segment de rail de la compagnie de chemin de fer Pennsylvania Railroad, de Lewiston (Pennsylvania) à Harrisburg (Pennsylvanie).
- 9 septembre : traité entre des États-Unis et les Navajos[7].
- 13 novembre : la constitution de la Californie est adoptée[8] (l’esclavage est interdit).

## Économie et société

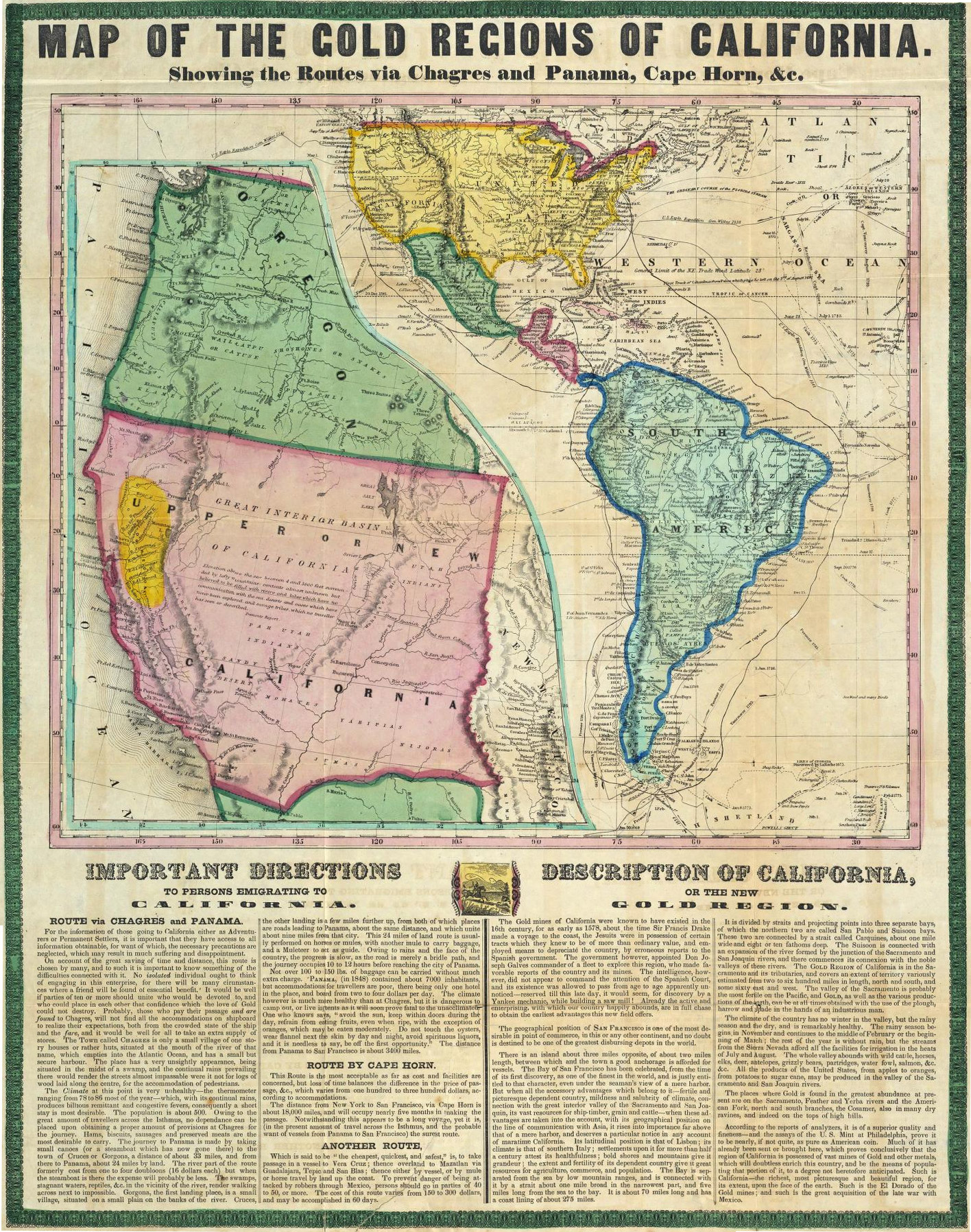
Une carte datant de 1849 montrant les itinéraires vers la Californie passant par le Panama et le cap Horn.

- Grande ruée vers l'or en Californie, qui voit la population de cette partie du continent plus que décupler, et qui change radicalement la population et le mode de vie. La ruée vers l'or est l'un des mythes fondateurs de l'ouest américain. La population de Californie atteint 100 000 habitants à la fin de l’année. De nombreux émigrants sont déçus, et tentent leur chance plus loin vers l’est. D’autres profitent des prix exorbitants pratiqués dans la région  pour s’établir comme fermier ou comme commerçant.
- Fondation de la société pharmaceutique Pfizer à New York, né de l'association du chimiste d'origine allemande, Charles Pfizer, et de son cousin et confiseur, Charles Erhart. Leur première invention et fabrication à grande échelle est une confiserie aux propriétés vermifuges : la santonine, remède contre les vers intestinaux, ayant un goût beaucoup trop amer, les deux associés ont l'idée de le recouvrir d'une couche à la saveur de noisette.
- Publication  de La Désobéissance civile d'Henry David Thoreau.

## Naissances
- 7 mars : Luther Burbank, (né à Lancaster, Massachusetts - décédé le 11 avril 1926 à Santa Rosa, Californie) est un horticulteur américain qui a développé plus de 800 nouvelles variétés de plantes dont la pomme de terre Russet Burbank, connue aussi sous le nom de la pomme de terre de l'Idaho.
- 22 juillet : Emma Lazarus, (décédé en 1897), est une poétesse principalement connue pour son poème, « The New Colossus (Le Nouveau Colosse), » un sonnet écrit en 1883, actuellement gravé sur une plaque de bronze dans une paroi du socle de la statue de la Liberté.
- 21 septembre : Maurice Barrymore de son vrai nom Herbert Blythe, est un acteur né à Amritsar (Inde) et décédé le 25 mars 1905 à Amityville (New York).
- 7 octobre : James Whitcomb Riley, (né à Greenfield, Indiana - décédé le 22 juillet 1916) est un écrivain et un poète américain. Il écrivait des poèmes humoristiques ou sentimentaux dans le dialecte Hoosier (le dialecte de l'Indiana). Certains de ses vers sont devenus des expressions populaires et sont donc utilisés par des personnes qui n'ont pas lu ses poèmes.
- 24 novembre : Frances Hodgson Burnett, née à Manchester et morte le 24 octobre 1924 à Plandome dans l'État de New York, est une romancière britannique, connue pour être l'une des pionnières du roman d'apprentissage pour enfants.
- 19 décembre : Henry Clay Frick (né à West Overton, Westmoreland County, Pennsylvanie - mort à New York, New York, le 2 décembre 1919) était un industriel de l’acier et un mécène américain.

## Décès
- 15 juin : James K. Polk, ancien Président des États-Unis.
- 12 juillet : Dolley Madison, (né le 20 mai, 1768) était la femme du Président James Madison, qui fut en fonction de 1809 à 1817. Elle a également joué occasionnellement le rôle de ce qui est maintenant appelé  la Première dame des États-Unis sous l'administration de Thomas Jefferson, remplissant les fonctions officielles plus communément associées à la femme du président, puisque Jefferson était veuf[9].
- 12 août : Albert Gallatin, homme politique et diplomate.
- 23 août : Edward Hicks, (né en 1780), est un peintre naïf et primitif, membre de la Société religieuse des Amis (quakers).
- 7 octobre : Edgar Allan Poe, écrivain.

#### Articles généraux
- Histoire des États-Unis de 1776 à 1865
- Évolution territoriale des États-Unis
- Ruée vers l'or en Californie

#### Articles sur l'année 1849 aux États-Unis
- Coinage Act of 1849